# Lithocarpus erythrocarpus
Lithocarpus erythrocarpus (Ridl.) A.Camus – gatunek roślin z rodziny bukowatych (Fagaceae Dumort.). Występuje endemicznie w Malezji – w stanach Terengganu, Pahang, Selangor i Negeri Sembilan. 

## Morfologia
PokrójZimozielone drzewo dorastające do 25 m wysokości. Pień czasem z korzeniami podporowymi.
LiścieBlaszka liściowa skórzasta, owalna, o długości 15–35 cm i szerokości 4,5–10 cm. Nasada zbiegająca do zaokrąglonej, szczyt blaszki zaostrzony. Ogonek liściowy owłosiony o długości 12–22 mm.
OwoceOrzechy elipsoidalne, do 15 mm średnicy. Osadzone pojedynczo w kubeczkowatych miseczkach.

## Biologia i ekologia
Rośnie w lasach na wysokości do 900 m n.p.m.